# وليام غراديت
وليام غراديت (بالفرنسية: William Gradit)‏ مواليد 29 مايو 1982 في ستراسبورغ، هو لاعب كرة سلة فرنسي. بدأ مسيرته الاحترافية في سنة 2002. يلعب مع باريس لوفالوا في الدوري الفرنسي لكرة السلة الدرجة الأولى. يبلغ طوله 6 قدم 5.55 بوصة (2.0 م).

## المسيرة الاحترافية
لعب مع نادي ميلوز لكرة السلة في موسم 2004–2005، ثم لعب مع شوليه باسكت في الدوري الفرنسي في موسم 2011–2012، ثم لعب مع إلان شالون من سنة 2014 إلى 2016.